# Let It Bleed (sång)
Let It Bleed är en låt av The Rolling Stones som skrevs av Mick Jagger och Keith Richards och finns med på deras album med samma titel från 1969. Låtens text handlar mycket om sex och droger och kan vara en av anledningarna till att låten aldrig släpptes som singel. Den "sjätte Stones-medlemmen" Ian Stewart spelar piano på sången. Många tror att man har tagit titeln från The Beatles låt/album Let It Be. Titlarna är mycket lika och det fanns en historia om hur Stones och Beatles hämtade inspirationer från varandra. Stones Let It Bleed släpptes några månader innan Beatles Let It Be, men de flesta låtarna på Let It Be skrevs för dem på Let It Bleed.